# スパ・タラソ天草
スパ・タラソ天草（すぱ・たらそあまくさ、英：Spa Thalasso Amakusa）は、熊本県上天草市（旧・大矢野町）にあるスパ（天然温泉）などの複合施設。正式名称は「上天草市文化交流センター スパ・タラソ天草」。温泉と海水を使用したプールで知られる。

## 概要
- 所在地 ： 〒869-3602 熊本県上天草市大矢野町上732番地14
- 開館時間 ： 温泉施設 10:00 - 22:00、プール施設 10:00 - 22:00
- 休館日 ： 第2・第4火曜日（祝日の場合は翌日）
- 入館料 ： コースにより異なる。

## 沿革
- 2004年（平成16年）10月 開館。
- 当初より指定管理者制度制度導入。
株式会社おおやの（期間：2004年〈平成16年〉9月25日 - 2009年〈平成21年〉3月31日）
スパ・タラソ天草管理運営共同企業体（期間：2009年〈平成21年〉4月1日 - 2014年〈平成26年〉3月31日）

## 施設

### 1F
スパ（天然温泉）
- 大浴場海眺
- 露天風呂
- サウナ
- 家族風呂（夕なぎ、潮さい）
- レストラン海席

### 2F
タラソテラピー
- 元気海プール（海水温水プール）
- リラクゼーションルーム

## 交通
- 熊本桜町バスターミナル・熊本駅より九州産交バス「あまくさ号」乗車、『さんぱーる』バス停にて下車、徒歩6分(500m)。
- JR九州三角線三角駅下車後、駅前の三角産交より九州産交バスさんぱーる行きに乗車し終点下車、徒歩6分（500m）。
- 九州自動車道松橋I.C.より国道266号経由で36㎞。

## 周辺施設
- 天草四郎メモリアルホール
- 大矢野物産館さんぱーる
- 上天草警察署